# Sven-Olov Sjödelius
Sven-Olov Isak Sjödelius (Svärta, 13 de junio de 1933-Nyköping, 29 de marzo de 2018) fue un deportista sueco que compitió en piragüismo en la modalidad de aguas tranquilas.
Participó en dos Juegos Olímpicos de Verano en los años 1960 y 1964, obteniendo dos medallas: oro en Roma 1960 y oro en Tokio 1964. Ganó tres medallas en el Campeonato Mundial de Piragüismo entre los años 1950 y 1963, y una medalla en el Campeonato Europeo de Piragüismo de 1963.

## Palmarés internacional
| Juegos Olímpicos   | Juegos Olímpicos       | Juegos Olímpicos  | Juegos Olímpicos |
| Año                | Lugar                  | Medalla           | Competición      |
| ------------------ | ---------------------- | ----------------- | ---------------- |
| 1960               | Roma (Italia)          | Medalla de oro    | K2 1000 m        |
| 1964               | Tokio (Japón)          | Medalla de oro    | K2 1000 m        |
| Campeonato Mundial |                        |                   |                  |
| Año                | Lugar                  | Medalla           | Competición      |
| 1950               | Copenhague (Dinamarca) | Medalla de plata  | K4 1000 m        |
| 1958               | Praga (Checoslovaquia) | Medalla de bronce | K1 4 × 500 m     |
| 1963               | Jajce (Yugoslavia)     | Medalla de plata  | K1 10 000 m      |
| Campeonato Europeo |                        |                   |                  |
| Año                | Lugar                  | Medalla           | Competición      |
| 1963               | Jajce (Yugoslavia)     | Medalla de plata  | K1 10 000 m      |